# Río San Agustín
El río San Agustín o Manzanares, también conocido como canal de Los Comuneros, es un río que nace en los Cerros Orientales de Bogotá. Fue canalizado en el siglo XX. Su cauce sigue las actuales calles Sexta y Séptima. Desembocaba en río San Francisco el lugar donde se encontraba ubicado el puente Uribe, en la actual carrera Trece con calle Sexta. Allí el río San Francisco sigue su recorrido subterráneo por toda la avenida de Los Comuneros y a la altura de la carrera 39B se desvía a la avenida calle 3 y allí sigue atravesando la localidad de Puente Aranda hasta cruzar avenida 68, desembocando en el río Fucha cerca de la avenida de las Américas.

## Historia
El río era conocido por los indígenas que habitaron la región, con el nombre Chiguachí.
El río San Agustín marca junto con el San Francisco los límites norte y sur de la Santafé colonial y sirvió para separar los núcleos central y sur, que corresponden a los actuales sectores de La Catedral y Santa Bárbara de la actual localidad de La Candelaria.
El río tomó su nombre de San Agustín de Hipona, cuando en el siglo XVI la orden de San Agustín instaló a la altura de la Calle Real su iglesia y su convento. Entre 1602 y 1605 se construyó en la carrera Séptima con calle Séptima el puente de San Agustín, que sirvió para comunicar a la ciudad con su sector sur. Entre 1628 y 1630 se construyó el puente Lesmes (o Lésmez) en la actual carrera Sexta. A su vez, el puente del Giral se encontraba a la altura de la carrera Octava.
A finales del siglo XVIII, la zona norte de su curso inferior estaba compuesta por un sector de arrabales, indicando los mapas de los siglos siguientes que su zona sur mantuvo durante algún tiempo sus caractérísticas rurales.

### SigloXIX
La historia del río San Agustín registra múltiples crecidas, entre las cuales una de 1814 tuvo efectos particularmente desastrosos, dejando algunas víctimas mortales, y causando varios daños materiales, entre ellos la destrucción del puente Lesmes y la inundación de la primera iglesia de Las Cruces, en la carrera Once. En 1886 se propuso por primera vez canalizarlo, debido a las fuertes inundaciones que se presentaban con sus desbordamientos. En los años 1890 se construyó sobre la carrera Décima el puente Córdoba. A finales de este siglo, el barrio Santa Inés en su margen derecha, entre las actuales carreras Décima y Quince, se había desarrollado notablemente.

### SigloXX
En los años 1920, durante la administración de Pedro Nel Ospina, sus aguas fueron canalizadas, entre otras cosas por su grave estado de contaminación. En el mismo proceso se construyó la avenida Jiménez sobre el río San Francisco. 
En la actualidad, en la zona donde se unía al San Francisco se encuentra el extremo suroccidental del parque Tercer Milenio, que cubre su antigua margen derecha. En la izquierda se encuentra el barrio de San Bernardo.